# パスクアル・ドナト
パスクアル・ドナト（Pascual Donat Llopis, 1968年4月4日 - ）は、スペイン・バレンシア州出身の元サッカー選手。ポジションはDF。

## 経歴
1987-88シーズン、セビージャFCからデビューした。1992年にセグンダ・ディビシオン（2部）のビジャレアルCFに移籍してレギュラーを勝ち取り、7シーズン連続して30試合以上に出場した。1997-98シーズンは4位となり、クラブ史上初のプリメーラ・ディビシオン（ブ）昇格を決めた。7シーズンぶりのプリメーラ・ディビシオンでは自己最多の31試合に出場したが、18位でセグンダ・ディビシオンに降格した。1999-2000シーズンは2試合130分間の出場にとどまったが、プリメーラ・ディビシオン再昇格を見届けてから引退した。ビジャレアルの在籍年数8シーズン、出場231試合はいずれもクラブ記録であった。
警告を受ける回数が多く、ビジャレアルCFでは8シーズンで76枚のイエローカードと8枚のレッドカードを提示された。